# Александар Радуловић
Александар Радуловић (Београд, 13. јануар 1988) је српски кошаркаш. Игра на позицији плејмејкера.

## Каријера
Прве кошаркашке кораке направио је у КК Ликс из Жаркова. Ту је играо до 2005. када је прешао у Беовук. Од 2007. до 2010. играо је за Машинац из Краљева. Након тога једну сезону провео је у Улцињу, а потом је играо у Слободи из Ужица и Железничару из Инђије. Уследила је пауза од годину дана због повреде рамена након чега је играо за Младост из Земуна и Велику Плану. Од 2015. до 2017. играо је за Динамик.
Са репрезентацијом СЦГ до 18 година завршио је као пети на Европском првенству 2006. године. На Светском првенству до 19 година 2007. године освојио је златну медаљу са селекцијом Србије.

## Успеси

### Репрезентативни
- Светско првенство до 19 година:  2007.